# Žavinac Veliki
Koordinati:   43°53′31″N, 15°31′22″E
Žavinac Veliki je majhen nenaseljen otoček v Jadranskem morju. Pripada Hrvaški.
Otoček leži okoli 2 km jugovzhodno od mesta Pakoštane v srednji Dalmaciji. Površina otočka meri 0,028 km². Dolžina obale je 0,68 km.